# Erse (mitologia)
Erse (in greco antico: Ἕρση Hèrsē?) è un personaggio della mitologia greca, figlia di Cecrope e Aglauro. 
Fu madre di Cefalo, il beniamino della dea Eos e Cervice, avuti da Ermes.

## Mitologia
Erse era la minore e la più bella delle figlie di Cecrope, re di Atene e di ritorno da una processione panatenaica, venne adocchiata da Ermes che se ne innamorò perdutamente. 

Dopo essersi recato alla dimora della ragazza, il dio di Cillene cercò di persuadere promettendo dell'oro ad una delle sorelle (Aglauro) per lasciarlo entrare nella stanza di Erse. 

Aglauro accettò l'oro ma, colta dall'invidia nei confronti della bella sorella non rispettò il patto. Il dio s'infuriò, entrò in casa e punì la donna trasformandola in una statua di pietra. 
In un'altra storia, incuriosite dal contenuto di un cesto affidato loro da Atena, Erse, Aglauro e la terza sorella Pandroso ne alzarono il coperchio vedendo Erittonio, un bambino con la coda di serpente al posto della gambe, impazzendo di paura e finendo giù dall'Acropoli oppure, secondo Igino, gettandosi in mare.
Nelle metamorfosi di Ovidio si narra che Atena irata con la sorella Aglauro per aver contravvenuto al divieto di non sbirciare il contenuto del cesto affidatole, la punì inviandole la dea dell'Invidia, affinché instillasse in lei un'insana gelosia per la storia d'amore tra Ermes e sua sorella Erse. Sempre secondo Ovidio, la stessa Aglauro si mise tra i due sbarrando l'entrata di Ermes nella casa e rifiutando di spostarsi. Ermes si arrabbiò per la sua presunzione e la trasformò in una pietra.